# White Boy Posse
Der White Boy Posse (abgekürzt: WBP) ist eine kanadische Neonazi-Organisation und Straßenbande. Die Bande ist hauptsächlich in Westkanada, insbesondere im Norden Albertas, aktiv. Die Hauptaktivitäten der Bande sind Drogenhandel (insbesondere Kokain) und Auftragsmord.

## Geschichte
Die White Boy Posse wurde 2003 in Edmonton, Alberta gegründet. Es wurde von Sean „Fat Mike“ Jackson gegründet, einem Verbündeten des Hells Angels. Seit ihrer Gründung hat sich die Bande nach Saskatchewan und in die Nordwest-Territorien ausgeweitet. Die Gang nutzt Tätowierungen als Statussymbol. Hakenkreuz und Reichsadler dürfen nur langjährige Mitglieder tragen.
Im Jahr 2004 wurden fünf Mitglieder der White Boy Posse von Mitgliedern der Crazy Dragons, einer vietnamesisch-kanadischen Bande, entführt und geschlagen.
Im Jahr 2006 führte eine große Polizeiaktion der Royal Canadian Mounted Police zur Festnahme von vierzehn WBP-Mitgliedern. Die Polizei beschlagnahmte außerdem sieben Kilogramm Kokain, achtundzwanzig Schusswaffen, 3.000 MDMA-Tabletten und $300.000 kanadischer Dollar.
Im Jahr 2007 wurde WBP-Mitglied Martin William Kent überfahren und getötet, als er versuchte, sein Mitglied William Roy King davon abzuhalten, sein Auto zu stehlen. King wurde zu dreieinhalb Jahren Gefängnis verurteilt.
Die Bande war in Herbst 2012 an drei bemerkenswerten Morden beteiligt. Im September wurde Lorry Ann Santos, eine Mutter von vier Kindern, angeschossen, nachdem sie auf ein Klopfen an ihrer Tür reagiert hatte. Der Mord war ein Unfall, da die Bandenmitglieder zur falschen Adresse gegangen waren. Das beabsichtigte Ziel war ein Mann, der die Bande Anfang des Jahres verlassen hatte. Später im selben Monat wurde Bryan Gower, ein Mitglied der WBP, von anderen Bandenmitgliedern in Lloydminster ermordet. Ihm wurde vorgeworfen, der Bande Drogen und Geld gestohlen zu haben. Im Oktober wurde in einer Gasse in Edmonton ein abgetrennter Kopf gefunden. Das Motiv für den Mord wurde nie bekannt gegeben, obwohl die Polizei behauptete, es sei nicht wahllos gewesen. Alle drei Morde konnte die Polizei aufklären. Nikolas Jon Nowytzkyj wurde wegen der Enthauptung verurteilt und erhielt eine Gefängnisstrafe von zwanzig Jahren. Joshua Petrin und Kyle Halbauer wurden für die Morde an Lorry Santos und Bryan Gower verurteilt. Beide erhielten lebenslange Haftstrafen. Petrin wurde 2017 außerdem wegen des Mordes an einem Mann im Jahr 2012 verurteilt, der mit seiner Ex-Freundin zusammen war. Randy O’Hagan wurde wegen aller drei Morde verurteilt und zu lebenslanger Haft verurteilt.
Die Bande ist weiterhin aktiv, wenn auch schwächer, seit Petrin und O’Hagan inhaftiert wurden. Sie werden oft von größeren kriminellen Organisationen wie den Hells Angels angeheuert.